# Veronica sibthorpioides
Veronica sibthorpioides är en grobladsväxtart som beskrevs av Deb. Degen och Herv.. Veronica sibthorpioides ingår i släktet veronikor, och familjen grobladsväxter. Inga underarter finns listade i Catalogue of Life.